# 北鈴川駅

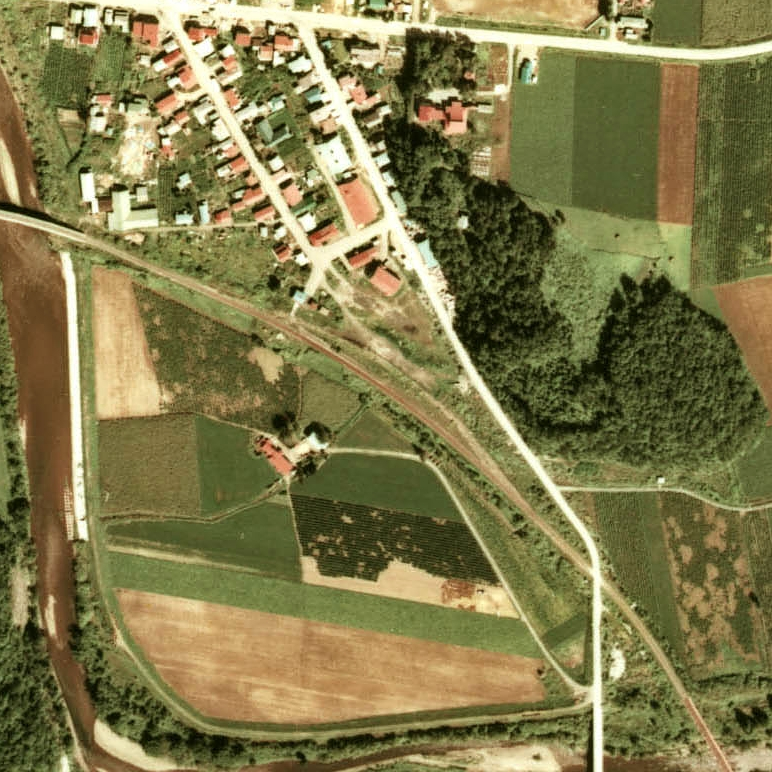
1976年の北鈴川駅と周囲約500m範囲。右下が伊達紋別方面。

北鈴川駅（きたすずかわえき）は、かつて北海道（後志支庁）虻田郡喜茂別町字鈴川に設置されていた、日本国有鉄道（国鉄）胆振線の駅（廃駅）である。電報略号はキス。事務管理コードは▲131909。

## 歴史
- 1941年（昭和16年）10月12日 - 胆振縦貫鉄道徳舜瞥駅（後の新大滝駅） - 西喜茂別駅（後の喜茂別駅）間の延伸開通に伴い、開業。一般駅[1]。
- 1944年（昭和19年）7月1日 - 胆振縦貫鉄道が戦時買収により国有化され、路線名を胆振線に改称、それに伴い同線の駅となる[1]。
- 1971年（昭和46年）10月1日 - 貨物・荷物の取り扱いを廃止[1][4]。無人駅となる[5]（簡易委託化[6]）。
- 1986年（昭和61年）11月1日 - 胆振線の全線廃止に伴い、廃駅となる[2]。

### 駅名の由来
もともと同地は上尻別と呼ばれていたが、「鉄道建設の時付近一帯にスズランがあった」ことと、当地に1902年（明治35年）に入植した南部出身の鈴木与助の名前から「鈴」、尻別川から「川」をとり「鈴川」とし、すでに静岡県の東海道本線に鈴川駅（現：吉原駅）があるため「北」を冠した。

## 駅構造
廃止時点で、1面1線の単式ホームを有する地上駅であった。ホームは、線路の北側（倶知安方面に向かって右手側）に存在した。転轍機を持たない棒線駅となっていた。かつては2面2線の相対式ホームを有する、列車交換可能な交換駅であった。使われなくなった南側の1線は交換設備運用廃止後に線路、ホーム共に撤去されていた。
無人駅となっており、有人駅時代の駅舎は一部改修され、正面の事務室部分の窓は塞がれていた。駅舎は構内の北側に位置し、ホームから少し離れていた。

## 利用状況
- 1981年度（昭和56年度）の1日当たりの乗降客数は47人[9]。

## 駅周辺
- 国道276号（尻別国道）[10]
- 北海道道695号清原喜茂別線[10]
- 鈴川郵便局
- 喜茂別町立鈴川小学校
- 尻別川[10]
- オロウェンシリベツ川[10]

## 駅跡
2001年（平成13年）時点では駅跡地に新しい住宅が建築されており、2010年（平成22年）時点でも同様であった。公営住宅の敷地になっている。

## 隣の駅
日本国有鉄道
胆振線
御園駅 - 北鈴川駅 - 喜茂別駅